# Albina Grčić
Albina Grčić (Split, 6. veljače 1999.), poznata kao Albina, hrvatska je pop-pjevačica. Karijeru je počela natjecanjem u trećoj sezoni emisije The Voice Hrvatska, gdje je završila na trećem mjestu. Izabrana je kao predstavnica Hrvatske na Euroviziji 2021. u Roterdamu pjesmom "Tick-Tock".

## Početak karijere
Albina Grčić glazbenu je karijeru počela sudjelovanjem u trećoj sezoni emisije The Voice Hrvatska. U prvom nastupu pjevala je pjesmu Laure Pausini "En cambio no". Dvoje sudaca, Vanna i Davor Gobac, okrenuli su se, dok je Grčić odabrala Vannu za mentoricu. U dvoboju održanom 1. veljače 2020. Grčić je nastupala protiv Filipa Rudana pjevajući pjesmu "Lovely", koju u originalu izvode Billie Eilish i Khalid. Njihov nastup pogledan je više od 30 milijuna puta na YouTubeu. Vanna je naposljetku izabrala Filipa, ali je Massimo Savić iskoristio svoj joker i dodao je u svoj tim. Na kraju emitiranja završila je na trećem mjestu, a pobjednik je bio Vinko Ćemeraš, dok se Filip Rudan našao na drugom mjestu. Odmah nakon završetka The Voicea Grčić je potpisala ugovor s diskografskom kućom Universal Music Croatia. Godine 2020. izdala je svoj debitantski singl "Imuna na strah". 

## Eurosong
Albina je bila jedan od 14 finalista natjecanja Dora 2021. gdje je nastupala s pjesmom "Tick-Tock" koju su napisali Branimir Mihaljević, Max Cinnamon i Tihana Buklijaš Bakić. Imala je najviše glasova žirija i publike te je sa 198 bodova izabrana kao hrvatska predstavnica Eurovizije 2021. u Roterdamu. Za njen nastup u Rotterdamu pobrinuo se kreativni direktor Marvin Dietmann. U Rotterdamu je nastupala u prvoj polufinalnoj večeri 65. Eurovizije. Iako je pojedinačno prema žiriju i publici prošla u finale (Kod publike je bila 9., a kod žirija 10.), ipak nije uspjela skupiti dovoljno bodova za finale te je završila na 11. mjestu. Nakon Eurosonga, osvojila je nagradu "Kate Ryan" za najbolji nastup onih izvođača koji nisu prošli u finale. 

## Nakon Eurosonga
Svoj treći singl, pjesmu "La La Love", objavila je 30. srpnja 2021. Autorski tim ostao je isti kao i kod pjesme "Tick-Tock", ali je Albina napisala španjolski dio teksta. 

## Vanjske poveznice
- Instagram – Albina Music – službeni Instagram profil